# Ley de protección del informante
La Ley de protección del informante, oficialmente Ley 2/2023, de 20 de febrero, reguladora de la protección de las personas que informen sobre infracciones normativas y de lucha contra la corrupción, es una ley española aprobada durante el reinado de Felipe VI por las Cortes Generales que tiene por objeto regular un marco adecuado de protección para aquellos informantes que pudieran sufrir represalias por sus testimonios.
Asimismo, otra de sus finalidades es fortalecer la cultura de la información, de las infraestructuras de integridad de las organizaciones y fomentar la cultura de la información o comunicación como mecanismo para prevenir y detectar amenazas al interés público.

## Estructura
Esta ley, que consta de 68 artículos y veintiún disposiciones, se divide en ocho títulos.
- El Título I regula la finalidad de la ley y el ámbito material y personal de aplicación de la ley.
- El Título II establece y regula el sistema interno de información, cauce por el que se gestionará la información de los informantes, habilitándose el denominado gestor de los sistemas de información.[3]
- El Título III establece y regula un canal externo de información gestionado por la Autoridad Independiente de Protección del Informante (AIPI) o, en su caso, por los organismos autonómicos similares.
- El Título IV fija los principios reguladores de la publicidad de la información así como la existencia de un registro en las entidades públicas y privadas que recoja las informaciones recibidas y las investigaciones realizadas.
- El Título V se encarga del concepto de «revelación pública», esto es, hacer pública una información y las condiciones que estas personas deben cumplir para entrar dentro del sistema de protección.
- El Título VI es el responsable de regular lo relativo a la protección de datos personales.
- El Título VII regula las medidas de protección del informante.
- El Título VIII autoriza al Gobierno de España a crear una autoridad administrativa independiente, la Autoridad Independiente de Protección del Informante (AIPI), para la gestión del canal externo de comunicación, garantizar la protección del informante y asesorar a las Administraciones sobre la elaboración de legislación relacionada.

Por último, las veintiún disposiciones regulan los plazos de revisión de los procedimientos, la rendición de cuentas de la Autoridad y los convenios que está autorizada a realizar, la creación de estrategias contra la corrupción, la aplicación de estas medidas a la normativa europea y modificaciones legislativas varias para adaptar esta a la ley de protección del informante.

## Extracto

### Informaciones protegidas
- Cualesquiera acciones u omisiones que puedan constituir infracciones del Derecho de la Unión Europea siempre que:
  - Entren dentro del ámbito de aplicación de los actos de la Unión Europea enumerados en el anexo de la Directiva relativa a la protección de las personas que informen sobre infracciones del Derecho de la Unión.
  - Afecten a los intereses financieros de la Unión Europea tal y como se contemplan en el artículo 325 del Tratado de Funcionamiento de la Unión Europea.
  - Incidan en el mercado interior, tal y como se contempla en el artículo 26 del TFUE, incluidas las infracciones de las normas de la Unión Europea en materia de competencia y ayudas otorgadas por los Estados, así como las infracciones relativas al mercado interior en relación con los actos que infrinjan las normas del impuesto sobre sociedades o con prácticas cuya finalidad sea obtener una ventaja fiscal que desvirtúe el objeto o la finalidad de la legislación aplicable al impuesto sobre sociedades.
- Acciones u omisiones que puedan ser constitutivas de infracción penal o administrativa grave o muy grave. En todo caso, se entenderán comprendidas todas aquellas infracciones penales o administrativas graves o muy graves que impliquen quebranto económico para la Hacienda Pública y para la Seguridad Social.

#### Exclusiones
No se aplicará protección a la revelación de información clasificada ni a la revelación de informaciones relativas a infracciones en la tramitación de procedimientos de contratación que contengan información clasificada o que hayan sido declarados secretos o reservados, o aquellos cuya ejecución deba ir acompañada de medidas de seguridad especiales conforme a la legislación vigente, o en los que lo exija la protección de intereses esenciales para la seguridad del Estado.
Tampoco afectará a las obligaciones que resultan de la protección del secreto profesional de los profesionales de la medicina y de la abogacía, del deber de confidencialidad de las Fuerzas y Cuerpos de Seguridad en el ámbito de sus actuaciones, así como del secreto de las deliberaciones judiciales.

### Condiciones de protección
Las personas que comuniquen o revelen infracciones previstas en el apartado anterior tendrán derecho a protección siempre que concurran las circunstancias siguientes:
- Tengan motivos razonables para pensar que la información referida es veraz en el momento de la comunicación o revelación, aun cuando no aporten pruebas concluyentes, y que la citada información entra dentro del ámbito de aplicación de esta ley.
- La comunicación o revelación se haya realizado conforme a los requerimientos previstos en esta ley.

#### Exclusiones
Quedan expresamente excluidos de la protección prevista en esta ley aquellas personas que comuniquen o revelen:
- Informaciones contenidas en comunicaciones que hayan sido inadmitidas por algún canal interno de información o por alguna de las causas previstas en la ley.
- Informaciones vinculadas a reclamaciones sobre conflictos interpersonales o que afecten únicamente al informante y a las personas a las que se refiera la comunicación o revelación.
- Informaciones que ya estén completamente disponibles para el público o que constituyan meros rumores.
- Informaciones que se refieran a acciones u omisiones no comprendidas en el ámbito de la ley.

### Medidas de protección
La ley establece las siguientes medidas de protección:
- Prohibición de represalias, amenazas de represalia y las tentativas de represalia.
- Se establecen medidas de asesoramiento, asistencia legal y jurídica, y de apoyo financiero y psicológico a informantes.
- Se exime de responsabilidad a aquellos informantes que pudieran incurrir en una violación de sus obligaciones de confidencialidad, siempre que tuvieran motivos razonables para pensar que la comunicación o revelación pública de dicha información era necesaria para revelar una acción u omisión en virtud de esta ley.
- Se exime de responsabilidad a aquellos informantes que adquieran o tengan acceso a información que es comunicada o revelada públicamente, siempre que dicha adquisición o acceso no constituya un delito.
- Se establece una presunción de represalia ante los tribunales u otra autoridad por aquellos perjuicios que un informante haya podido sufrir.
- Se garantiza la presunción de inocencia, al derecho de defensa y al derecho de acceso al expediente a aquellas personas afectadas por la información revelada.

## Autoridades de protección
La ley prevé la existencia tanto de una autoridad de ámbito nacional denominada Autoridad Independiente de Protección del Informante (AIPI) como autoridades análogas de ámbito autonómico.